# شونان

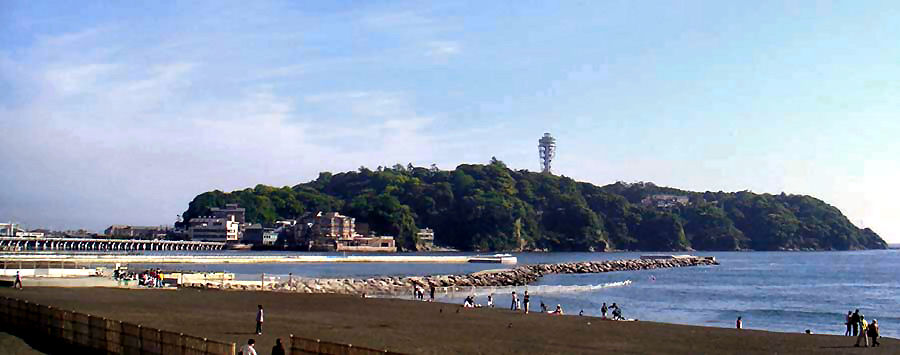
جزيرة إينوشيما

شونان (باليابانية: 湘南) هي إحدى مناطق كاناغاوا في منطقة كانتو في اليابان.